# Ārdaheh
Ārdaheh (persiska: اَردَهِه, آردهه) är en ort i Iran.   Den ligger i provinsen Alborz, i den norra delen av landet, 70 km nordväst om huvudstaden Teheran. Ārdaheh ligger 1 699 meter över havet och antalet invånare är 694.
Terrängen runt Ārdaheh är kuperad söderut, men norrut är den bergig. Runt Ārdaheh är det ganska tätbefolkat, med 86 invånare per kvadratkilometer. Närmaste större samhälle är Naz̧arābād, 17,5 km väster om Ārdaheh. Trakten runt Ārdaheh består i huvudsak av gräsmarker.